# Algarve

Região do Algarve

De Algarve (IPA: aɫˈɡaɾv(ɨ), verouderd: Algarvië) was de zuidelijkste van de 11 provincies waarin Portugal tot 1976 was ingedeeld. Nadien is Portugal ingedeeld in districten. De voormalige provincie Algarve valt samen met het huidige district Faro. Dit bestrijkt de gehele breedte van de zuidkust en de hoofdstad ervan is de stad Faro.
In het noorden wordt de Algarve begrensd door de provincie Alentejo, aan de oostkant door de Rio Guadiana, een grensrivier met Spanje en aan de zuid- en de westkant door de Atlantische Oceaan.
De naam Algarve is afkomstig uit de tijd van het Moorse bestuur over het Iberisch Schiereiland, de streek werd toen "Gharb al-Ândalus" of ook "het westen van Andalusië" genoemd. Het Arabische "Al-Gharb" betekent "het westen".

## Landschap

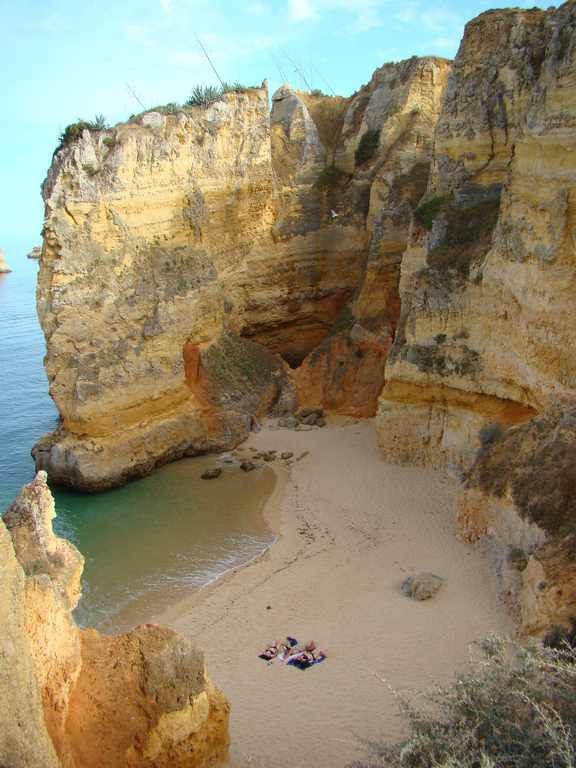
Strand in Lagos.

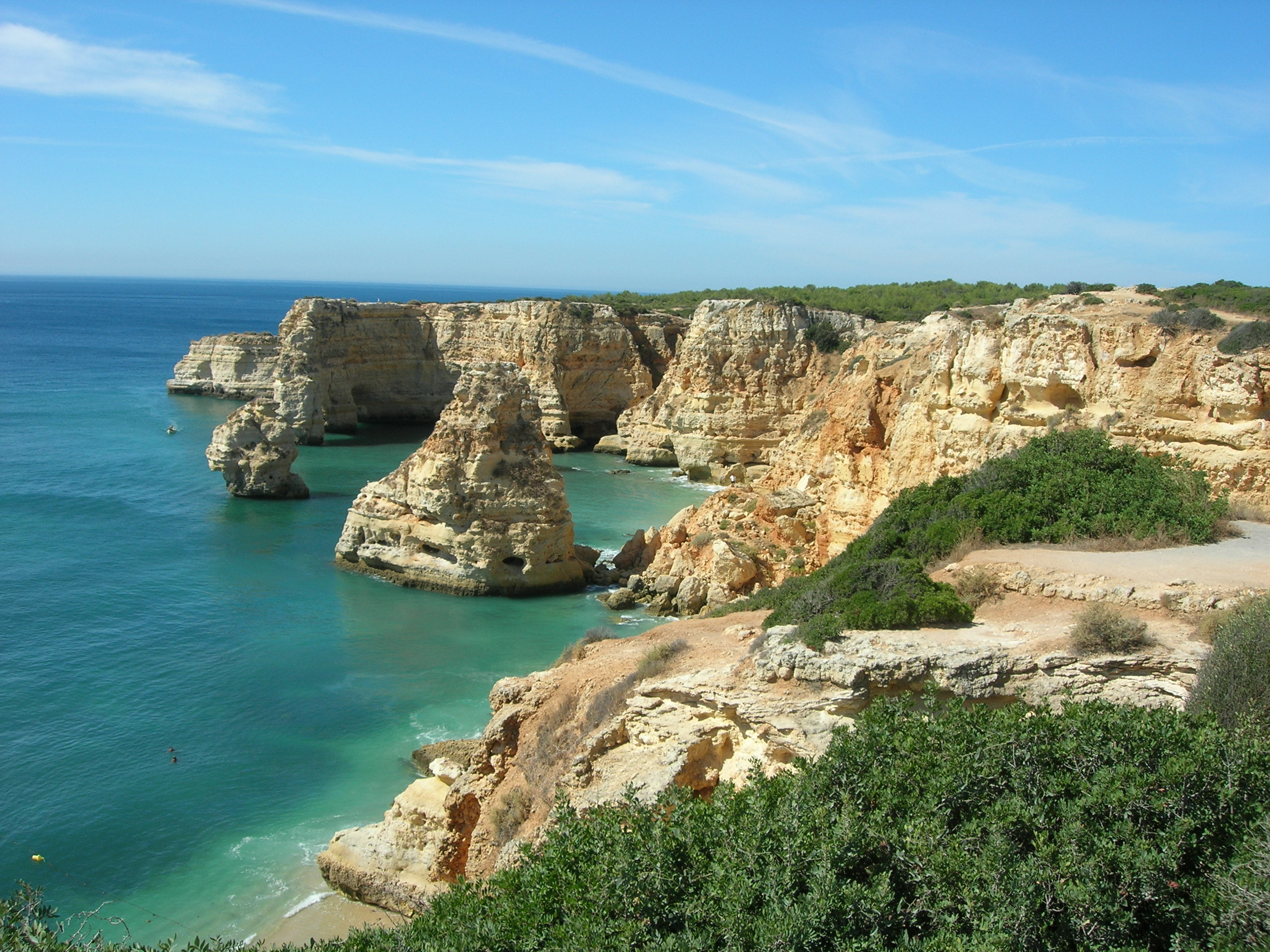
Praia da Marinha
in de buurt van de stad Lagoa, een populair strand.

Het landschap van de Algarve is zeer gevarieerd. De kust kent ten westen van Faro de welbekende rotsformaties met kleine strandjes en ten oosten van Faro lagunes en kilometerslange zandige stranden.
Op bepaalde punten aan de kust van de Algarve is een heus waddengebied, dat bij vloed overstroomt. Bij vloed is het water diep genoeg om in te varen.
In de ruim 80 km lange kuststrook ten westen van Faro met plaatsen als Albufeira, Portimão en Lagos is toerisme bijzonder belangrijk, maar is minder druk dan de drukte van de Spaanse costa´s. Steden als Lagos en Faro hebben een oude binnenstad en ook Albufeira heeft zijn klassieke gevoel behouden doordat er geen extreme hoogbouw heeft plaatsgevonden. Het heuvelachtige binnenland van de Algarve ligt vlak achter de kust. Het hoogste punt in de Algarve is de Fóia met 902 meter. 

### Bosbranden
De bosbranden die in de zomer in Portugal nogal eens voorkomen teisteren herhaaldelijk de heuvels van de Serra de Monchique, waar de massale aanplantingen van eucalyptus vatbaar zijn voor snel groeiende branden. Dit gebeurde onder andere in 2003, 2016, 2018 en 2022. In dat laatste jaar waren er ook bosbranden in Faro, Almancil en Quinta do Lago.

## Weerbeeld
De gemiddelde temperatuur is in de zomer ongeveer 23 °C en in de winter 14 °C, de gemiddelde zeewatertemperatuur in de zomer ongeveer 21 °C, en in de winter 15 °C.
De Algarve is geliefd bij overwinteraars vanwege het zachte klimaat en de overweldigende hoeveelheid zon, ook in de winter. Daarnaast roemen medici de gezonde lucht in de Algarve, door de afwezigheid van industrie, en de voortdurende verversing van lucht vanuit de oceaan.

## Galerij

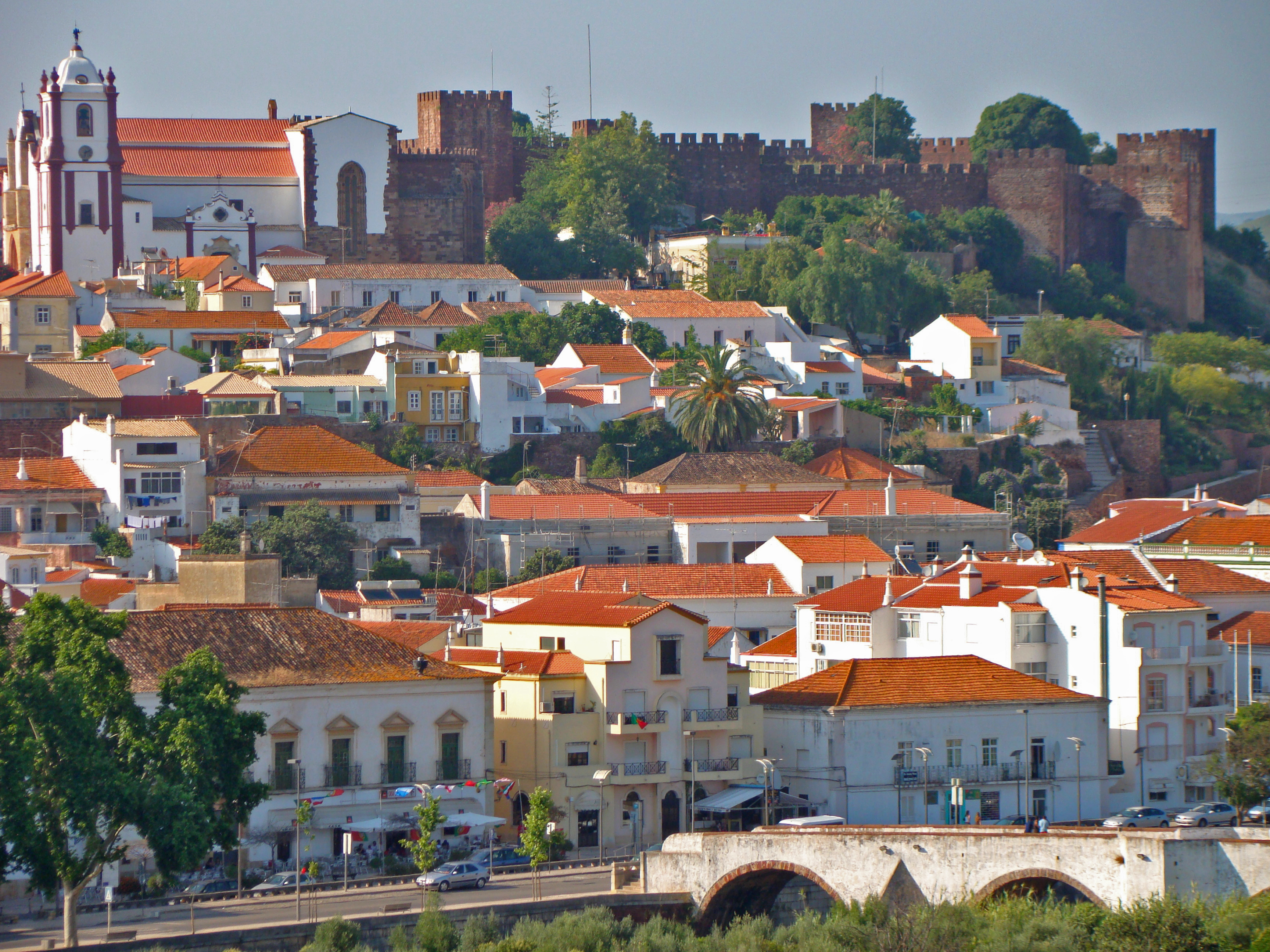
Silves
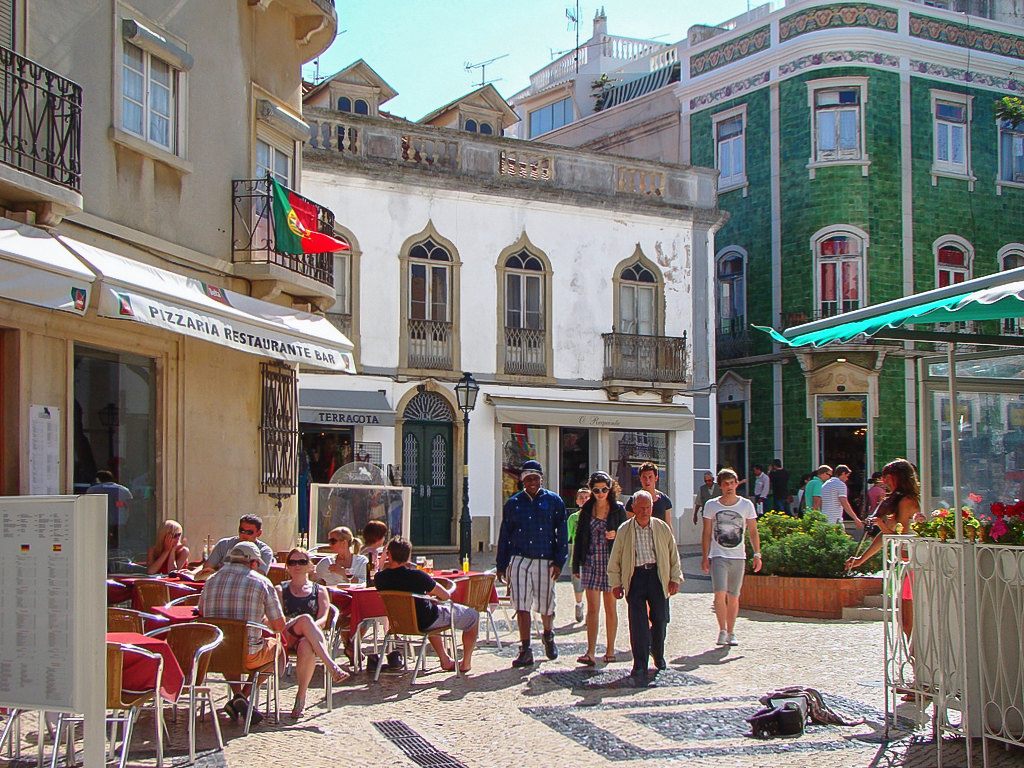
Het historische centrum van Lagos
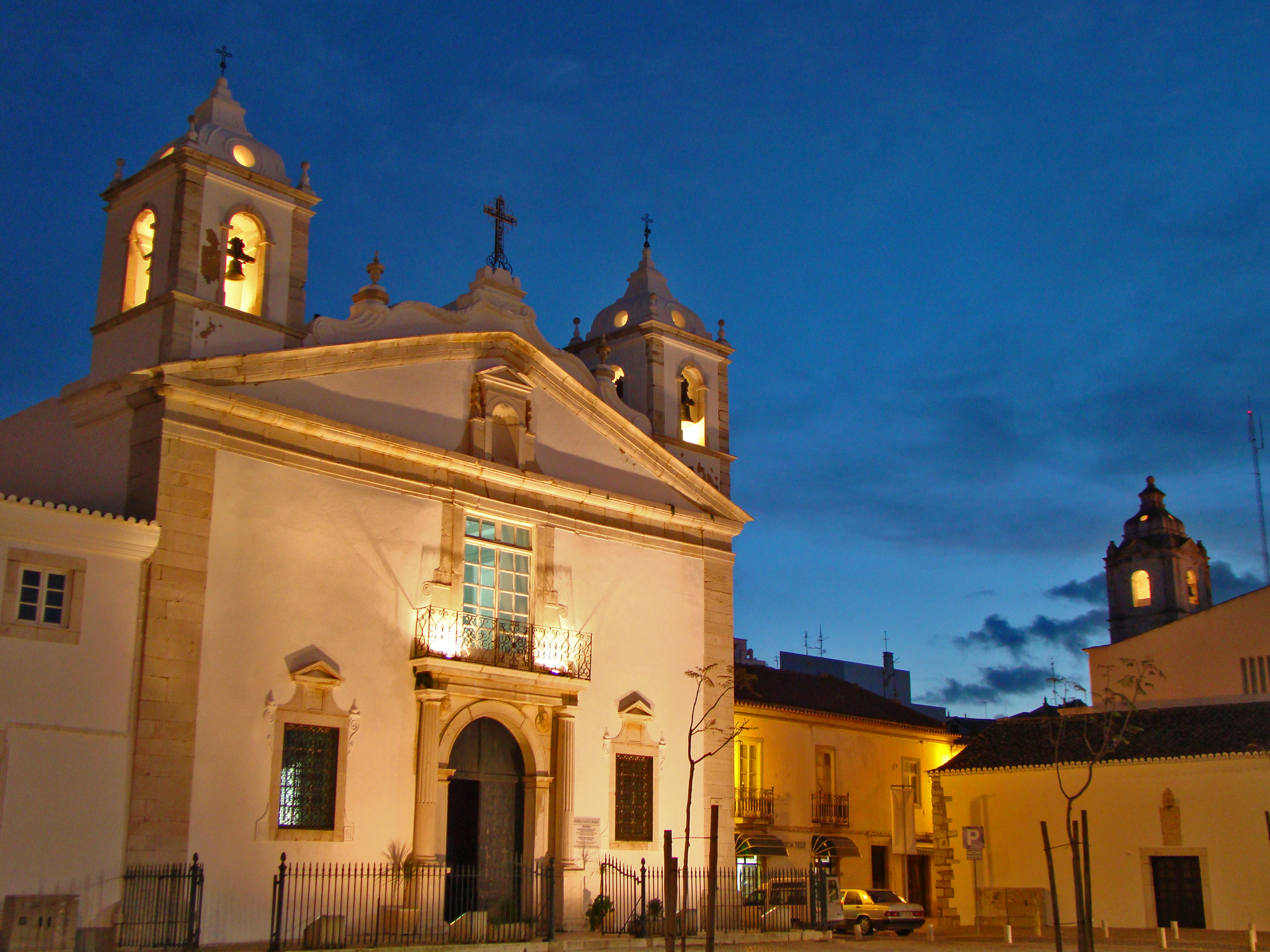
Kerk van Santa Maria in Lagos
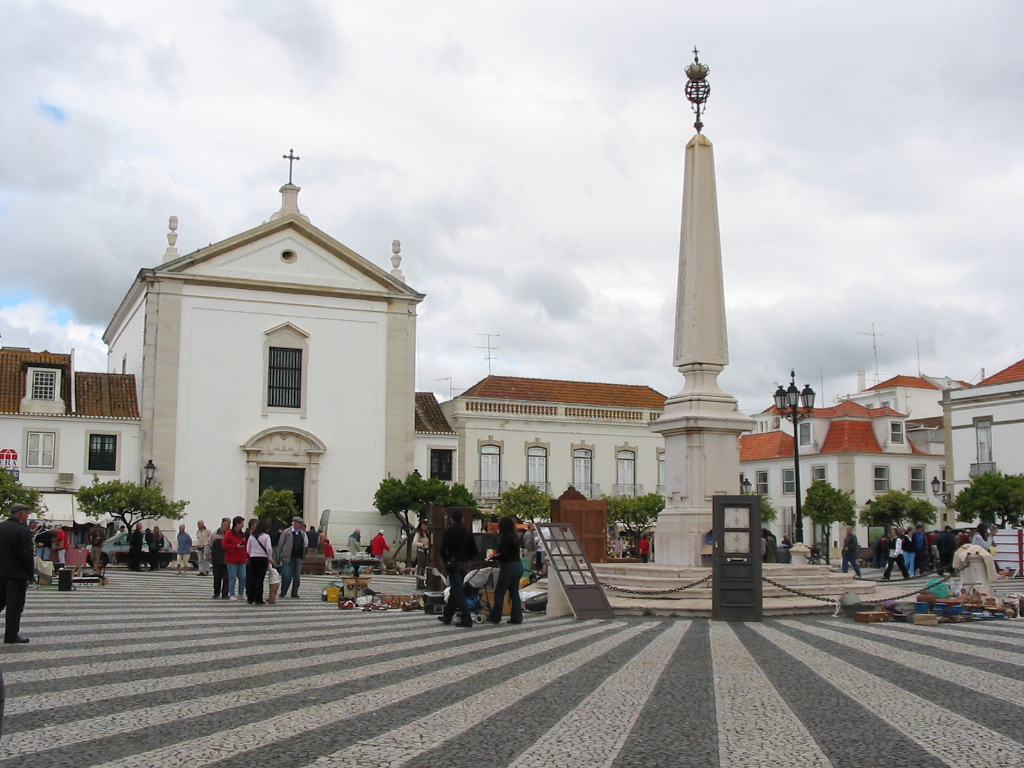
Vila Real de Santo António

Alentejo · Algarve · Azoren (autonoom) · Centro · Lissabon · Madeira (autonoom) · Norte
Algarve · Alto Alentejo · Baixo Alentejo · Beira Alta · Beira Baixa · Beira Litoral · Douro Litoral · Estremadura · Minho · Ribatejo · Trás-os-Montes e Alto Douro